# جايسون سكوت
جايسون سكوت سادوفسكي (بالإنجليزية: Jason Scott Sadofsky)‏ أو جايسون سكوت (ولد في 13 سبتمبر 1970)، هو أمين أرشيف ومؤرخ للتقنية وصانع أفلام أمريكي. يملك سكوت موقع textfiles.com الذي أنشأه ويديره للعناية بأرشفة ملفات نظام لوحة البيانات التاريخي، كما أخرج فيلما وثائقيا عام 2005 عن ذلك النظام الحاسوبي بعنوان BBS: The Documentary، ثم فيلما وثائقيا أخر عام 2010 عن الأدب التفاعلي بعنوان Get Lamp. أسس سكوت فريق الأرشيف عام 2009 بهدف تكريس الجهود المختلفة للقيام بمهمة حفظ وإنقاذ التاريخ الرقمي قبل أن يضيع إلى الأبد.
ولد سكوت في Poughkeepsie بنيويورك، ويعيش في Hopewell Junction بنيويورك أيضا. يعمل سكوت موظفا لدى أرشيف الإنترنت، كما قدم عددا من العروض التقديمية بمؤتمرات التقنية المختلفة حول مجالات التاريخ الرقمي، البرمجيات، وحفظ مواقع الويب. عرف سكوت بعدة اسماء مستعارة على شبكة الانترنت هي: SketchCow، Sketch، وThe Slipped Disk أيضا.
يمتلك سكوت قطا منزليا يدعى سوكينغتون، ويعيش في والثام (ماساتشوستس). نال هذا القط شهرة واسعة على شبكة التواصل الإجتماعى تويتر؛ حيث يقوم سكوت بإرسال تغريدات مستخدما حساب القط على الشبكة منذ أواخر عام 2007 بصفة منتظمة، كما وصل عدد متابعي الحساب إلى أكثر من 1,5 مليون مستخدم.

## تعليمه
تخرج جايسون سكوت من Horace Greeley High School في Chappaqua بنيويورك، وعمل ضمن طاقم المطبوعات الطلابية باسم موظف الفكاهة. أصدر سكوت أثناء دراسته في المرحلة الثانوية مجلة فكاهية بعنوان Esnesnon (وهى كلمة nonsense بطريقة عكسية)، ثم تخرج لاحقا من Emerson College عام 1992 حيث حصل على درجة علمية في مجال الاتصال الجماهيري تخصص الأفلام. إلتحق سكوت أثناء دراسته الجامعية بالعديد من الأنشطة؛ حيث عمل في مجلتها الفكاهية، صحيفتها الطلابية، راديو WERS 88.9 إف أم، كما عمل مخرجا فنيا لعدد من المسرحيات الدرامية.

## عمل مبكر
عاش جايسون سكوت في Harvard Square بكامبريدج، ماساتشوستس بعد تخرجه من الجامعة؛ حيث عمل بصفة موظفا مؤقتا، في حين كان يرسم الكاريكاتير من أجل المال في شوارع المدينة.

## أفلامه
هذه قائمة الأعمال التي شارك فيها سكوت بصفة مخرج أفلام وأيضا محرر.
| Year       | Title                          | Role     |
| ---------- | ------------------------------ | -------- |
| 2005       | BBS: The Documentary           | director |
| 2010       | GET LAMP                       | director |
| 2012       | Going Cardboard                | editor   |
| 2013       | DEFCON: The Documentary        | director |
| تحدد لاحقا | The 6502: A Documentary Series | director |
| تحدد لاحقا | Arcade: A Documentary Series   | director |
| تحدد لاحقا | Tape: A Documentary With Bias  | director |

## الملاحظات
1. ↑  بالإنجليزية: Sockington